# 沙四桥东六巷4号民居
沙四桥东六巷4号民居，是深圳市历史建筑之一，位于中国广东省深圳市宝安区沙井街道蚝四社区沙四桥东六巷4号。该建筑物建于清朝，属于古建築，为傳統民居。